# Università di Filosofia ed Educazione dei Gesuiti Ignatianum
L'Università Ignatianum di Cracovia (già Università di Filosofia e Educazione Ignatianum) è un ateneo privato di Cracovia, gestito dai gesuiti e riconosciuto ufficialmente dallo stato polacco.

## Storia
La storia dell'Ignatianum iniziò nel 1867, quando a Cracovia a venne istituito il seminario della Compagnia di Gesù. Nel 1932 la sua Facoltà di filosofia ottenne il titolo di Università. Nel 1989, dopo la fine della Repubblica Popolare di Polonia, i gesuiti istituirono l'Ignatianum, che divenne così una delle Università pontificie.

## Strutture
L'Ignatianum ha una facoltà di filosofia e una facoltà di educazione. Nell'ottobre 1989 è stato istituito l'Istituto per la cultura religiosa e nel 1990 il dipartimento di pedagogia religiosa per la formazione dei laici all'educazione religiosa. Il 1º ottobre 2011 il nome della scuola è stato cambiato da Università di Filosofia e Educazione Ignatianum a Università Ignatianum.